# 1957 dans les parcs de loisirs
| Années des parcs de loisirs : 1954 - 1955 - 1956 - 1957 - 1958 - 1959 - 1960    |
| Décennies des parcs de loisirs : 1920 - 1930 - 1940 - 1950 - 1960 - 1970 - 1980 |

## Parcs d'attractions

### Ouverture
- Enchanted Forest (en) ( États-Unis)
- Hunt's Pier (en) ( États-Unis)
- Ocean View Amusement Park (en) ( États-Unis)

## Attractions

### Montagnes russes
| Nom        | Type/Modèle | Constructeur                  | Parc                     | Pays       |
| ---------- | ----------- | ----------------------------- | ------------------------ | ---------- |
| Wild Mouse | Wild Mouse  | B.A. Schiff & Associates (en) | Morey's Piers            | États-Unis |
| Wild Mouse | Wild Mouse  | B.A. Schiff & Associates (en) | Riverside Amusement Park | États-Unis |

### Autres attractions
| Nom                  | Type / Modèle        | Constructeur                 | Parc           | Pays       |
| -------------------- | -------------------- | ---------------------------- | -------------- | ---------- |
| Disneyland Viewliner | Train                | WED Enterprises              | Disneyland     | États-Unis |
| Midget Autopia       | Parcours de voitures | WED Enterprises              | Disneyland     | États-Unis |
| Satellite            | Round-up             | Frank Hrubetz & Company (en) | Kennywood      | États-Unis |
| Tilt-A-Whirl         | Tilt-A-Whirl         | Sellner Manufacturing        | Elitch Gardens | États-Unis |